# Естонска съпротива
Естонската съпротива е съпротивително движение в Естония по време на германската окупация през Втората световна война.
То включва множество идеологически разнородни групи, действащи срещу германското присъствие в страната, които през 1944 година се обединяват около Националния комитет на Република Естония. В навечерието на германското отстъпление от Естония Комитетът завзема правителствените сгради в Талин с намерението да се противопостави на нова съветска окупация на страната, но опитът е пресечен от германците, а малко по-късно Естонската съпротива е ликвидирана от настъпващите съветски войски.